# リウィッラ

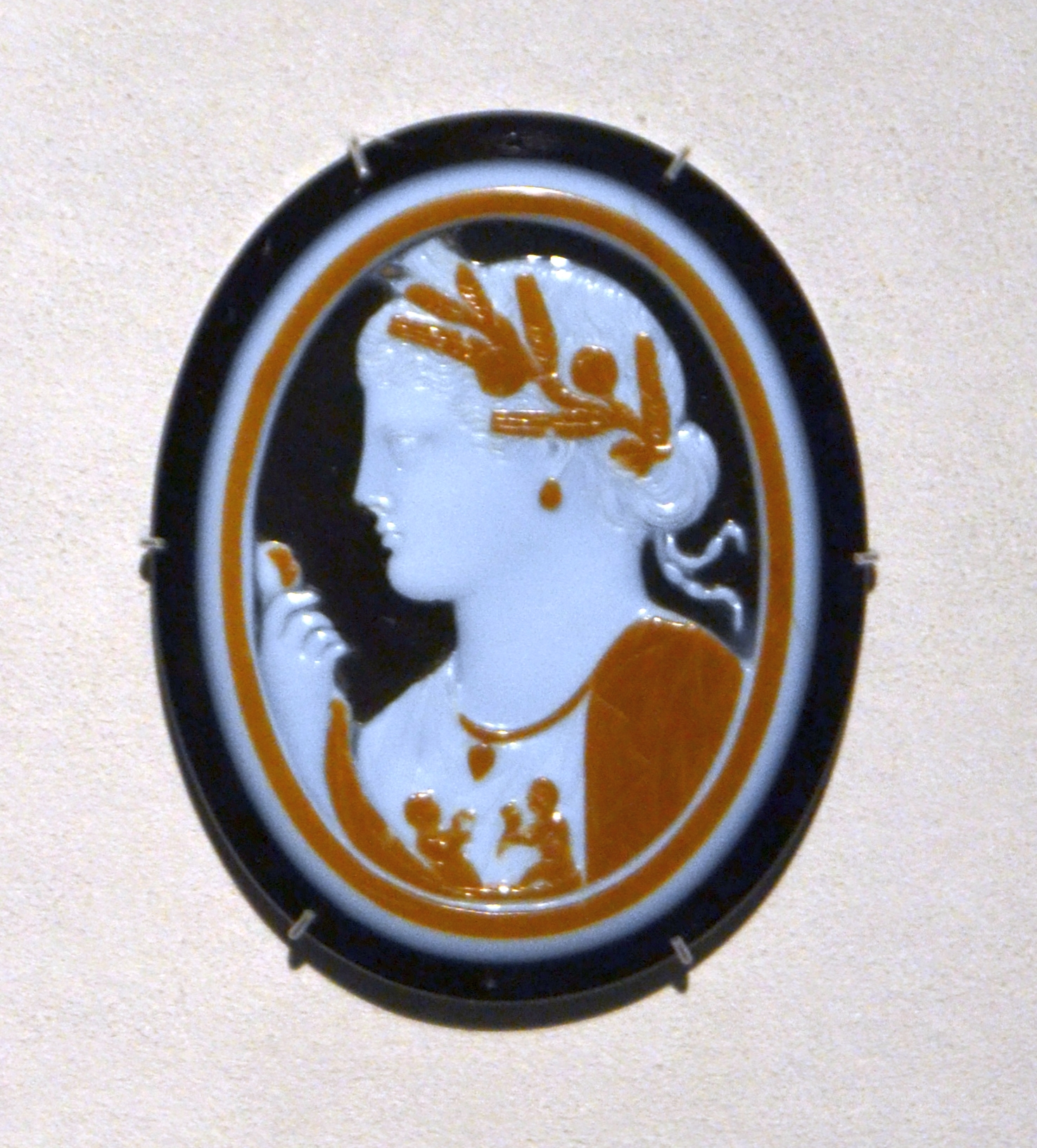
リウィッラ

リウィア・ユリア（Livia Julia, 紀元前13年頃 - 紀元31年）は、第4代ローマ皇帝クラウディウスの姉。
正式な名前はクラウディア・リウィア・ユリア（Claudia Livia Julia）であるが、現在では一般にニックネームのリウィッラ（Livilla−「小さなリウィア」の意）と呼ばれる。
大ドルススと小アントニアの娘で、ゲルマニクスやクラウディウスの姉妹。大ドルススはリウィア・ドルシッラとティベリウス・クラウディウス・ネロの息子でアウグストゥスの継子であり、小アントニアはアウグストゥスの姉小オクタウィアとマルクス・アントニウスの娘であって、リウィッラは母方からアウグストゥスの血脈に属している。

## 生涯
リウィッラは他のユリウス＝クラウディウス朝の女性たちと同様に、元首家の安定のために婚姻を行なっている。
紀元前1年にマルクス・ウィプサニウス・アグリッパとアウグストゥスの娘ユリアの息子ガイウス・カエサルと最初の結婚を行なう。このときガイウス・カエサルはアウグストゥスの養子となっており、その後継者と考えられていた。しかしガイウスはアルメニアで負傷して紀元4年に死去し、リウィッラは寡婦となる。
ガイウス・カエサルの死後、リウィッラはティベリウスの息子小ドルススと2度目の結婚を行なう。ティベリウスは父大ドルススの兄であり、従兄妹同士の結婚であった。この結婚からまもなく、長女リウィア・ユリアが生まれた。
14年にアウグストゥスが逝去すると舅ティベリウスが元首に就任し、夫ドルススはその後継者候補となる。その後リウィッラは夫がパンノニアに派遣された際にこれに同行している。19年にティベリウス・ゲメッルスとゲルマニクス・ゲメッルスの双子を出産。同年に兄ゲルマニクスがシリアで急死する。これにより夫ドルススの後継者としての地位は確定的なものとなった。20年には娘リウィア・ユリアがそのゲルマニクスの遺児ネロ・カエサルと結婚した。
元首ティベリウスはその統治において親衛隊長官であったルキウス・アエリウス・セイヤヌスを片腕として重用し、徐々にその影響力は増していた。こうしたセイヤヌスの重用を後継者ドルススは快く思わず、同様にセイヤヌスもドルススの存在を疎ましく感じていた。
野心家であったセイヤヌスは自らの権勢を拡大するためリウィッラに近づき、不倫な関係を結びドルスス排除に対する自らの協力者とした。この関係を強固なものにするため、セイヤヌスはリウィッラの求めに応じて妻アピカタと離婚し、ドルススの死後の結婚を約束した。こうして紀元23年毒薬を慎重に用い、病死を装ってドルススは暗殺された。
ドルススの死後セイヤヌスの勢力は増大し、新たな後継者候補であったゲルマニクスの遺児であるネロ・カエサル、ドルスス・カエサルとその母大アグリッピナの勢力を牽制するようにもなっていった。さらに寡婦となったリウィッラとの結婚をティベリウスに求めたが、騎士階級の身分でしかなかったセイヤヌスのこの身分不相応の結婚の求めは退けられた。
その後28年にティベリウスがカプリ島に隠棲するとセイヤヌスは元首の代理人として振る舞い、ネロ・カエサル、大アグリッピナを追放しドルスス・カエサルを幽閉した。リウィッラも情夫の手助けのために自らの地位を利用した。
しかしセイヤヌスの権勢も31年に破綻する。セイヤヌスがティベリウスに対して陰謀を企てたと小アントニアから伝えられると、セイヤヌスは失脚の上悪名高いゲモニアの階段において処刑され、その親族も尽く皆殺しにされた。セイヤヌスの前妻アピカタも自殺を命じられ、その際にドルススの死の真相を明らかにした。
ドルスス暗殺への関与を知られたリウィッラは、罪が及ぶことを恐れた母アントニアの命令で餓死して命を絶った。

## 家族
- 大ドルスス：父
- 小アントニア：母
- ゲルマニクス：兄
- クラウディウス：弟